# Acontia micropis
Acontia micropis là một loài bướm đêm trong họ Noctuidae.